# Attaphila sexdentis
Attaphila sexdentis är en kackerlacksart som beskrevs av Bolivar 1905. Attaphila sexdentis ingår i släktet Attaphila och familjen småkackerlackor. Inga underarter finns listade.